# 小行星1642
小行星1642（1642 Hill），天文學臨時編號1951 RU，是一顆位於小行星帶的小行星。由卡爾·威廉·萊茵姆特在1951年9月4日發現於海德堡王座山天文台。
該小行星以美國天文學家、數學家喬治·威廉·希爾命名。

## 外部連結
- JPL Small-Body Database Browser on 1642 Hill （页面存档备份，存于）

| 前一小行星： 1641 Tana | 小行星列表 | 後一小行星： 1643 Brown |